# Acanthurus triostegus
Acanthurus triostegus, in het Nederlands soms vijfbandchirurgijnvis of zwartbanddoktersvis genoemd, is een straalvinnige vissensoort uit de familie van doktersvissen (Acanthuridae). De wetenschappelijke naam van de soort werd in 1758 als Chaetodon triostegus gepubliceerd door Carl Linnaeus.